# Vyyhtijärvi
Vyyhtijärvi är en sjö i kommunen Kuopio i landskapet Norra Savolax i Finland. Sjön ligger 86,5 meter över havet. Arean är 50 hektar och strandlinjen är 5,48 kilometer lång. Sjön  ingår i Vuoksens huvudavrinningsområde.   Den ligger omkring 23 kilometer nordöst om Kuopio och omkring 360 kilometer norr om Helsingfors. 